# Kepler-68 c
 (mai 2025).
Kepler-68 c est une exoplanète de type Planète de dimensions terrestres en orbite autour de la son étoile hôte Kepler-68, située à environ 470,21 années-lumière de la Terre.

## Caractéristiques physiques
L'exoplanète se distingue par sa masse faible de 0,004 MJ, son rayon compact de 0,087 RJ et sa température extrême de 1052 K.

## Orbite
Elle orbite à 0,09  unité astronomique de son étoile, une distance comparable à celle de Mercure dans le système solaire.

## Découverte
L'exoplanète a été découverte par la méthode des transits en 2013.

## Habitabilité
Les conditions d'habitabilité de cette exoplanète ne sont pas déterminées ou ne sont pas connues.